# Leonid Yurkovskiy
Leonid Yurkovskiy, född 22 november 1995 i Ryssland, är en svensk-rysk politiker (sverigedemokrat). Han är ordinarie riksdagsledamot sedan 2022, invald för Stockholms läns valkrets.
I riksdagen är Yurkovskiy ledamot i EU-nämnden sedan 2022, ledamot i socialutskottet samt suppleant i konstitutionsutskottet, socialförsäkringsutskottet. Han har varit suppleant i kulturutskottet.
Leonid Yurkovskiy invandrade till Sverige från Ryssland som treåring tillsammans med sin mor, bor idag i Nacka.

## Politiska ställningstaganden
- Minskat internationellt bistånd
- Public service – ska ha ett smalare uppdrag
- Minskad invandring